# キスで起こして。
『キスで起こして。』（キスでおこして）は、春田ななによる日本の漫画作品。『りぼん』（集英社）にて、2020年5月号から2022年7月号まで連載後、休載を経て2023年6月号から2024年7月号まで連載された。

## 作風
男性不信の女子高生が母親の再婚により義弟となったイケメンに惹かれていくストーリー。
作者の春田は2020年にデビュー20周年を迎え、「原点にかえって楽しい作品を読者さんにお届けしたい」と考え、本作を制作している。連載開始時には、春田の担当編集者は本作について「少女漫画のど真ん中を描き続けた『春なな』が、デビュー20周年に送り出すのは、まさに王道を往く作品」と話し、本作は「家族への愛と止まらない恋、少女漫画永遠のテーマを真正面から描いた物語」であると編集部がコメントしていた。

## 登場人物

### 一葉家
一葉 絵南（いつは えな）
本作の主人公。4月3日生まれ、高校2年生。A型。旧姓は麻倉。
容姿端麗かつ恋愛に興味津々なものの、妙にクセのある異性から好かれやすい。やや学業不振であり、スポーツも球技全般が苦手。
一葉 冬眞（いつは とうま）
絵南の義弟。塩対応のイケメン。12月24日生まれ、高校2年生。A型。
学業優秀かつ運動神経も抜群。絵南以上にモテており、告白は日常茶飯事。
一葉 希咲（いつは きさき）
冬眞の実妹であり、絵南の義妹。小学2年生。
天真爛漫かつ人懐っこい性格だが、少々ワガママな面もある。
一葉 玲南（いつは れな）
絵南の実母。旧姓は麻倉。
恋バナ好きな性格。

### 森城学園
柊 日翔（ひいらぎ にちか）
冬眞の幼馴染。女好きでフレンドリーな性格。
千代森 蛍（ちよもり ほたる）
冬眞の幼馴染。学生の傍ら、モデルとして活躍。11月19日生まれ。
ボブカットが特徴。スレンダーな体型だが、貧乳がコンプレックス。大の学業不振であり、常に赤点レベル。
住屋 大晴（すみや たいせい）
明るく前向きな性格。
野々瀬 苺（ののせ いちご）
クラストップの優等生。人見知りの激しい陰キャだが、実はかなりの巨乳。
眼鏡にお下げ髪が特徴。趣味はオタ活。
萌華（もか）
黒髪ロングの清楚系。
兵藤 礼央（ひょうどう れお）
絵南の幼馴染。高校3年時に転校してきた。
同じく母子家庭で育った。コーラが好物。

### その他
月島 美海（つきしま みう）
絵南の親友。実家はカフェを経営している。

## 書誌情報
- 春田なな 『キスで起こして。』 集英社 〈りぼんマスコットコミックス〉、全8巻
  1. 2020年8月25日発売[1][11]、ISBN 978-4-08-867596-1
  2. 2021年2月25日発売[12]、ISBN 978-4-08-867612-8
  3. 2021年8月25日発売[13]、ISBN 978-4-08-867631-9
  4. 2021年12月24日発売[14]、ISBN 978-4-08-867645-6
  5. 2022年5月25日発売[15]、ISBN 978-4-08-867662-3
  6. 2023年9月25日発売[16]、ISBN 978-4-08-867731-6
  7. 2024年3月25日発売[17]、ISBN 978-4-08-867748-4
  8. 2024年8月23日発売[18]、ISBN 978-4-08-867769-9